# Бразильская гидромедуза
Бразильская гидромедуза (лат. Hydromedusa maximiliani) — вид черепах из семейства змеиношеих (Chelidae). Эндемик юго-востока Бразилии. Видовое латинское название дано в честь немецкого натуралиста Максимилиана Вид-Нойвида (1782—1867).
Общая длина карапакса достигает 19,8-21 см. Голова среднего размера, уплощённая. Шея стройная, сильно вытянутая, значительно превышает карапакс в длину. На ней присутствует множество наростов. Карапакс имеет овальную форму. На нём расположен один киль, проходящий по середине. На лапах по 4 когтя.
Голова коричневого или оливкового-серого цвета сверху и кремовая снизу. Цвета делятся довольно резко. У некоторых особей на тимпаническом щитке присутствует тёмное пятно, окружённое белым пигментом. Челюсти кремовые или жёлтые. Шея коричневая или более тёмная. Карапакс имеет коричневую окраску. Пластрон и перемычка кремового или жёлтого цвета с тёмными пятнами на коричневых областях. Конечности сверху серые, снизу кремовые или жёлтые. Хвост сверху оливковый и жёлтый снизу.
Любит медленно текущие водные потоки с каменистым дном. Часто прячется в опавших листьях. Питается насекомыми, десятиногими раками, пиявками, рыбой, земноводными, мелкими млекопитающими, изредка растениями.
Самка откладывает 3 яйца размером 40 × 25 мм. Размер новорождённых черепашат около 47,3 мм.
Вид обитает в бразильских штатах Баия, Минас-Жерайс, Эспириту-Санту, Рио-де-Жанейро и Сан-Паулу.